# Famille de Tucé

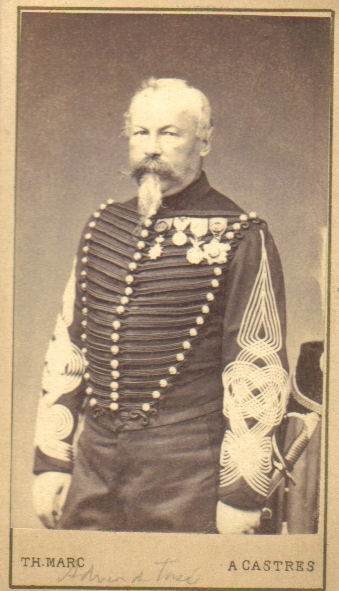
Adrien de Tucé (1817-1888), dernier porteur du nom de Tucé.

La famille de Tucé a possédé la seigneurie de Tucé (actuelle commune de Lavardin) et la baronnie de Milesse (La Milesse) dans le Maine jusqu'en 1529 mais aussi des seigneuries plus petites comme Courmenant pour les fiefs de Monpion et de Leurson (à Domfront-en-Champagne et Conlie), Villiers (à Saint-Remy et Crissé), Lantonnière (à Degré), Aillères, la châtellenie de Bouëres (à Coulans-sur-Gée) et celle de La Guierche. Une branche de cette famille fut à la tête de la seigneurie de Bouër. La famille de Tucé s'est éteinte avec la mort du général Adrien de Tucé en 1888.

## Origines
En 1050, Odon de Tucé (Odonis de Tusseio) signa l’acte de fondation du prieuré d’Auvers. On trouve ensuite le nom de Foulques de Tucé (Fulconis de Tusseio) en 1071 et celui de Guillaume de Tucé (Willelmus de Tusseio) en 1096[réf. à confirmer].

## Au début duXIIIesiècle
Dans les dernières années du douzième siècle vivait Foulques de Tucé (de Tusseio), seigneur de Launay à Tennie, marié à Ildeburge, dont il eut au moins quatre enfants : Herbert de Tucé, Guillaume de Tucé, Henri de Tucé et Alix de Tucé, vivant vers 1220.
Herbert de Tucé, chevalier, marié à Béatrix, était sénéchal du Mans de 1205 à 1214. Vers 1220, il donna à l'abbaye de Champagne son four de Cures, du consentement de Foulques de Tucé, son fils, en présence de nombreux témoins, notamment de Guillaume et de Henri de Tucé, ses frères, d'Ildeburge, sa mère, d'Alix, sa sœur, et de Pierre de Tucé. Il vivait encore en 1236.
Henri de Tucé, fils de Foulques de Tucé et de Ildeburge fut chanoine de St Pierre sous le décanat de Foulques de Moulins (1188-1200). Vers 1200, il était chantre de St Pierre. Henri de Tucé fut peut-être le fondateur de la Sous-Chantrerie.
Foulques de Tucé, chevalier, assigna, en 1269, sur ses cens de Conlie, des rentes jadis données à l'abbaye de Champagne par Herbert de Tucé et Béatrix, ses père et mère, et Foulques de Tucé, son aïeul. L’un de ses sceaux datant de 1222 est toujours conservé. Il s’agit du plus vieux de la maison de Tucé qui nous soit parvenu. On y voit ses armes : écu losangé, au sautoir brochant.
En 1233, Herbert de Tucé, qui fut chanoine de Saint-Pierre de 1239 à 1246, céda au Chapitre de Saint-Pierre la métairie de l'Aulnay à Connerré. Sa tante, Agnès de Tucé, abbesse du Pré, confirme cette donation. Il s’agit peut-être du fils du sénéchal Herbert de Tucé.

## De la fin duXIIIesiècleau début duXVesiècle
Les personnages suivants intervinrent aux côtés des rois de France dans la guerre de Cent Ans.

### Hugues de Tucé (ou Huet)
En 1299 ou 1300, Hugues, Seigneur de Tucé, écuyer, accorda une rente à l’abbaye du Pré. Sa sœur Isabeau y était religieuse. Il se serait marié à l’héritière de la baronnie de Milesse. Par la suite, les seigneurs de Tucé restèrent barons de Milesse.
Il avait déjà fait son testament en 1294.

### Pierre de Tucé
Le fils aîné de Hugues de Tucé et d’Alix d'Anthenaise, Pierre de Tucé, chevalier, devint seigneur de Courmenant en 1345, par son mariage avec Jeanne de Courmenant. Il fit la guerre de Saintonge en 1351, sous le commandement de Amaury IV de Craon. Il eut au moins deux fils : Guillaume de Tucé et Jean de Tucé. Il avait fait son testament en 1362.

### Jean de Tucé
Jean fut chevalier. Après avoir servi dans la compagnie de son frère, il commanda sa propre compagnie. Sous ses ordres étaient deux autres chevaliers et treize écuyers dont Huet de Tucé, seigneur de la Lantonnière, et Richard de Tucé, seigneur de Bouër. Fidèle chambellan du Roi Charles VI de France, il fut gouverneur de Guise et sénéchal de Provence en 1403. Il devint seigneur de La Guierche en 1407. Il administra la châtellenie de Tucé pour sa nièce de 1407 à 1413. En 1411, en tant que gouverneur du Mans, il organisa avec succès la défense de la ville contre les Anglais. Il mourut en 1417 sans enfant.

### Guillaume (I) de Tucé
Guillaume fut seigneur de Tucé et de Courmenant et baron de Milesse. Il était chevalier et servit en Bretagne sous Amaury IV de Craon en 1369 et sous Jean de Bueil en 1380. Il mourut en 1382. Il avait épousé Jeanne d’Aillières et avait eu 6 enfants :
1. Guillaume (II) de Tucé, père de Jeanne de Tucé
2. Béatrice de Tucé
3. Catherine de Tucé, religieuse d’Etival en 1390, prieure de la Fontaine St Martin en 1428 et enfin abbesse d’Etival, mourut en 1440.
4. Jean de Tucé, écuyer, mourut en 1405 à Paris.
5. Marie de Tucé épousa Jean de Montfaucon.
6. Raoul de Tucé épousa Anne de Neuvilette. Ils eurent Julienne de Tucé, qui épousa Baudouin de Champagne après le décès de Jeanne de Tucé en 1458.

### Guillaume (II) de Tucé
Les armes de Guillaume de Tucé : écu de sable, à trois jumelles d’argent, au lambel de gueules.
Guillaume fut chevalier, seigneur de Tucé, Villers, Courmenant, La Guierche et baron de Milesse. Il commandait en 1370 une compagnie dans laquelle servaient Camus de Tucé, Pierre de Tucé, Jean de Tucé et Huet de Tucé, tous écuyers. Cette compagnie se trouvait à Caen en 1371, au Mans en 1380, à Angers en 1380 et 1381 et au Mans en 1392. Elle participa à l’expédition de Bretagne de 1380. En 1388, il rendit aveu au Comte du Maine. Il mourut en 1407 et fut inhumé dans l’abbaye de Champagne. Il avait épousé Fleurie de Linières en 1395 et avait eu 5 filles :
1. Jeanne de Tucé, Dame de Tucé, de La Guierche, de Milesse
2. Marguerite de Tucé épousa Michel Ferrière, seigneur de Montfort le Rotrou, puis Jean de Meurdrac. Dame de Courmenant en 1458, elle mourut en 1459.
3. Marie de Tucé épousa Luc Hue Legros, chevalier, seigneur de Brestel, dont elle eut Louis Legros, futur Louis de Tucé
4. Philippe de Tucé, religieuse
5. Catherine de Tucé épousa Lancelot d’Andigné, seigneur de Rouez et d’Angrie, dont elle eut Marie d’Andigné, qui épousa Jean d’Ingrande. C’est ce dernier qui était seigneur de Courmenant en 1460.

### Jeanne de Tucé et ses époux Guillaume de Sourches, dit Guillaume (III) de Tucé; et Baudouin de Champagne, dit Baudouin (Ier) de Tucé
Lorsque son père mourut en 1407, c’est Jeanne qui hérita de ses biens : les seigneuries de Tucé, Villers, Courmenant et La Guierche et la baronnie de Milesse. C’est l’oncle de son père, Jean de Tucé, qui les administra jusqu’en 1413, lorsque Jeanne se maria, en ses premières noces, avec Guillaume de Sourches. Guillaume mourut en 1423 et Jeanne se remaria aussitôt avec un important personnage du Duché d’Anjou, le chevalier Baudouin (parfois Hardouin) de Champagne (dans la partie "homonymie" de cet article), capable de défendre les intérêts de Tucé dans le contexte de la guerre de Cent Ans et de l'invasion du Maine par les Anglais.
Il avait tout d'abord combattu à la bataille de Baugé en 1421 et à la bataille de Verneuil en 1424 pendant laquelle moururent tous ses neveux, Pierre, Brandelis, Hardouin, Thibault, Mathieu et Louis de Champagne (La Chesnaye des Bois donne une liste un peu différente : Jean IV, Hardouin, Baudouin, Brandelis, Thibault, Mathieu, Louis de Champagne : Dictionnaire de la Noblesse, t. IV, p. 188). En 1425, il était capitaine du Mans et c’est lui qui défendait la ville lorsqu’elle fut prise par les Anglais de Thomas Montaigu, comte de Salisbury, et qui la reprit pendant une journée avec l’aide de Étienne de Vignolles, compagnon d’armes de Jeanne d’Arc et d'autres seigneurs du Maine, en 1427. Il participe ensuite à la campagne de Jeanne d'Arc et se trouve dans la l'armée du roi de France lors de la bataille de Montépilloy en 1429, après la prise de Reims et avant le siège de Paris. En 1430, il reprit Château-du-Loir aux Anglais avec Jean de Bueil. Il fut aussi capitaine de Tours de 1426 à 1440 et bailli de Touraine de 1431 à 1440. Cependant, les habitants de la ville de Tours se plaignirent de ses absences fréquentes dues à son implication dans la guerre dans le Maine, en particulier lorsqu’ils durent se défendre seuls contre les mercenaires français, anglais ou écossais. Le Roi de France le révoqua en 1440 lors de la Praguerie. Il fut aussi trésorier d'Anjou, conseiller et chambellan des rois de Sicile Louis III d'Anjou et René d'Anjou et fut envoyé en Angleterre en 1446 avec d'autres représentants français pour négocier la paix entre le roi de France et le roi d'Angleterre. Il fut aussi conseiller et chambellan du Roi de France Charles VII. Il le représenta notamment en 1446 à Tours, lors de pouparlers avec l'ambassade du Duc de Milan, puis, lors d’un voyage diplomatique en Italie en 1447, pendant lequel il se rendit à Venise, Florence, Gênes, Milan et Bologne,.
Jeanne et Baudouin de Tucé étaient proches de la reine de Sicile Yolande d'Aragon, qui mourut à Saumur en 1442, au domicile que Jeanne occupait pendant la guerre. Elle fut aussi nommée, par Charles VII, gendre d'Yolande, dame d'honneur de la Dauphine Marguerite d'Écosse. Même après le décès de cette dernière en 1445, Jeanne de Tucé fut chez elle, à Saumur, la gouvernante de ses sœurs, qui étaient devenues orphelines, jusqu'à leurs mariages. Il s'agissait d'Annebelle et d'Éléonore d'Écosse. À la suite de leur arrivée à Tours le 9 septembre 1445, Jeanne fut chargée de poursuivre cette fonction par le roi.
De son mariage avec Guillaume de Sourches, Jeanne de Tucé avait hérité Clinchamp au Perche et Ste-Julitte, et avait eu une fille : Anne de Tucé, qui épousa en 1432 Louis de Bueil, fils cadet de Jean IV, puis mourut en 1433 sans enfant.
Jeanne de Tucé exigea de ses époux à la signature des contrats de mariage qu'ils prennent tous les deux les noms et armes de Tucé. Jeanne fit son testament en 1453 et, lorsqu’elle mourut en 1458, son neveu Louis le Gros hérita des seigneuries de Tucé, Villers et de la baronnie de Milesse, sa sœur Marguerite de Tucé hérita de la seigneurie de Courmenant. Remarié à Julienne de Tucé ci-dessus, Baudouin de Champagne-Tucé garda la seigneurie de La Guierche jusqu’à sa mort en 1463. C’est sa nièce Jeanne Legros, épouse de Robert Biote, qui en hérita. Clinchamp et Ste-Julitte passèrent dit-on aux La Haye, en tout cas aux Saint-Père ( St-Pierre-des-Ormes ?) suivis des Le Roy de Chavigny (cf. l'article Chillou).

### Louis de Tucé
Ecuyer, il fut seigneur de Tucé, Villiers et Bouëres et baron de Milesse de 1458 jusqu’à sa mort en 1482. Né Louis Legros, le testament de sa tante Jeanne de Tucé en fit l'héritier de la châtellenie de Tucé à condition qu'il prenne le nom et les armes de Tucé. Il avait épousé Martine Marie Quentin, dame de Mervé fille de Jean Quentin seigneur de la Quentinnière capitaine de Courcillon et de Jeanne de Mervé dont il eut 3 enfants :
1. Guillaume, seigneur de Tucé
2. Girard de Tucé, seigneur de Braetel[18], épousa Isabeau Thieslin. Leur fils, Pierre de Tucé eut, avec son épouse Renée d’Achè, Jacques de Tucé. Jacques se maria avec Madeleine de Vassé.
3. Jeanne de Tucé +1474 Dame de la Laire, qui épousa Jean de St Berthevin + 1483 seigneur de Souday

### Guillaume (IV) de Tucé
Il fut seigneur de Tucé, Villiers et Bouëres de 1482 jusqu’à sa mort en 1486. Sa femme Jeanne de Champagne lui avait donné deux enfants au moins :
1. Baudouin de Tucé
2. Jeanne de Tucé, qui épousa Alain de Keradreux (ou Caradreux), seigneur de Neuvillette (Mayenne) et des Aulnays (Lanouée dans le Morbihan).

### Baudouin (II) de Tucé
Chevalier, seigneur de Tucé, la Blanchardière, Bouëres et Villiers et baron de Milesse de 1486 jusqu’à sa mort en 1529, il épousa Dame Françoise de Lespervier. Sa fille, Jeanne de Tucé, avait épousé François de Beaumanoir, qui devint seigneur de Tucé.

## Branche des seigneurs de Lantonnière, Bouër et la Chevalerie
On trouve des traces d’un Herbert de Tucé, chevalier, seigneur de Lantonnière (à Aigné) en 1285, et d'un Guillaume de Tucé, seigneur de Lantonnière, en 1292, 1303 et 1345. Ils pourraient être à l'origine de la branche des seigneurs de Lantonnière, Bouër et la Chevalerie.
En 1380, Huet de Tucé était seigneur de Lantonnière.
Richard de Tucé(+1407), seigneur de Bouër et Comererie épousa Lucette d'Aunoys, parait être le plus ancien de la branche de Bouër. En 1392, il participa, avec Pierre de Craon et son frère Guillaume de Tucé (qui n'est pas celui de la branche principale de la maison de Tucé), à la tentative d'assassinat du connétable Olivier de Clisson. Déchu de tous ses biens par le roi Charles VI, ses biens furent restitués à son fils Guillaume par lettre de rémission du roi en 1416, à la mort de la mère de Guillaume de qui provenait la seigneurie de Bouër.
Guillaume de Tucé (à ne pas confondre avec Guillaume, seigneur de Tucé), seigneur de Bouër, La Couture, Dollon et Lantonnière dès 1423, fils de Richard, épousa Gilonne d'Illiers, dame du Grez à Marboué, fille de Pierre d'Illiers + 1424 et d'Alix de Chaumont-Quitry. Gilonne était la sœur de Florent d'Illiers, compagnon de Jeanne d'Arc au siège d'Orléans.
Guillaume de Tucé +1465 et Gilonne d'Illiers +1482 eurent plusieurs enfants:
1. Beaudoin
2. Guillemette, mariée à Hugues de Prunelé[23]
3. Alix mariée à Oudart de La Vove ; Jean ecclésiastique, chanoine de Chartres; Louise mariée à Jean de Villiers seigneur de La Ramée.

Baudoin de Tucé (à ne pas confondre avec Baudoin seigneur de Tucé), seigneur de la Motte-Achard, Brouassin, Bouër, Dollon et Lantonnière, et sa femme Jeanne des Escotais eurent au moins deux enfants : Jacques, seigneur de Bouër, et Françoise, qui hérita de la seigneurie de Lantonnière, mariée à Pierre Daneval.
Jacques de Tucé (+1524), seigneur de Bouër est marié à Madeleine de Luxembourg, fille naturelle de Philippe de Luxembourg, 1445-1519, évêque du Mans.
Jacques de Tucé et Madeleine de Luxembourg eurent trois enfants : François, Gilles et Pierre qui furent tous les trois seigneurs de Bouër.
François de Tucé, seigneur de Bouër était ecclésiastique protonotaire du Saint-Siège et aumônier du roi. Il est désigné comme seigneur du Grez, au Perche, en 1522 et 1523.
Gilles de Tucé hérita de Bouër à la mort de son frère François. Il fut seigneur de Bouër et du Grez. Gilles de Tucé + 1562 eût trois filles : Anne mariée à René de Chézelles; Mélusine marié à Antoine de Beauxoncles, Philomène mariée à Charles de Chézelles, qui deviendra seigneur de Tucé à la mort de Pierre de Tucé. À sa mort, son frère Pierre hérita de la seigneurie de Bouër.
Pierre de Tucé, seigneur de La Chevalerie et de Bouër, était marié à Jeanne de Saint-Germain. Au décès de Pierre de Tucé entre 1537 et 1542, Jeanne de Saint-Germain s'est remariée à René de Vanssay. Pierre de Tucé et Jeanne de Saint-Germain eurent un fils Lazare.
Lazare de Tucé, seigneur de La Chevalerie entre 1568 et 1600, marié à Ruth Vavasseur.
René de Tucé, seigneur de La Chevalerie entre 1605 et 1623.